# My Kore! Kushon CoCo Best
Albums de CoCo
Singles
(1994) Straight + Single Collection
(2008)
My Kore! Kushon CoCo Best (MYこれ!クション CoCo BEST, titre officiel), ou CoCo Best (tel qu'indiqué simplement sur la pochette), est un album compilation des singles du groupe de J-pop CoCo ; c'est la quatrième compilation consacrée au groupe.

## Présentation
L'album sort le 21 novembre 2001 au Japon sous le label Pony Canyon, sept ans après le dernier album du groupe, la compilation similaire Singles. Il est publié dans le cadre de la série de compilations de la collection « My Kore! Kushon » (pour My Collection), sortie à prix réduit au début des années 2000 et consacrée à des idoles japonaises des années 80 et 90. Comme pour les autres disques de la série, la pochette de l'album est un simple montage de dix pochettes de singles du groupe.
L'album contient dans leur ordre de sortie les quatorze titres parus en "face A" des singles du groupe, de 1989 à 1994, qui figuraient déjà sur la compilation Singles ; il inclut en plus la chanson Omoide ga Ippai, parfois considérée comme la "co-face A" du single Natsu no Tomodachi, et un titre supplémentaire en fin d'album extrait du mini-album Snow Garden de 1990. Azusa Senō ne chante pas sur cinq des titres (n°11 à 15), sortis après son départ du groupe.

## Liste des titres
| 1.  | Equal Romance (EQUALロマンス)                                            | 1er single (1989) / Album Strawberry         | 4:28 |
| 2.  | Hanbun Fushigi (はんぶん不思議)                                          | 2e single (1990) / Album Strawberry          | 3:50 |
| 3.  | Natsu no Tomodachi (夏の友達)                                            | 3e single (1990) / Compilation CoCo Ichiban! | 3:31 |
| 4.  | Omoide ga Ippai (思い出がいっぱい) (face B du single Natsu no Tomodachi) | 3e single (1990) / Compilation CoCo Ichiban! | 3:51 |
| 5.  | Sasayaka na Yūwaku (ささやかな誘惑)                                      | 4e single (1990) / Album Snow Garden         | 4:28 |
| 6.  | Live Version                                                             | 5e single (1991) / Album Straight            | 4:15 |
| 7.  | News na Mirai (Newsな未来)                                               | 6e single (1991) / Compilation CoCo Ichiban! | 3:59 |
| 8.  | Muteki no Only You (無敵のOnly You)                                      | 7e single (1991) / Compilation Singles       | 3:25 |
| 9.  | Yume Dake Miteru (夢だけ見てる)                                          | 8e single (1991) / Album Share               | 4:42 |
| 10. | Dakara Namida to Yobanaide (だから涙と呼ばないで)                        | 9e single (1992) / Compilation Singles       | 4:01 |
| 11. | Natsuzora no Dreamer (夏空のDreamer)                                     | 10e single (1992) / Album Sylph              | 4:00 |
| 12. | Yokohama Boy Style (横浜Boy Style)                                       | 11e single (1992) / Album Sylph              | 4:16 |
| 13. | Chiisa na Ippo de (ちいさな一歩で)                                       | 12e single (1993) / Album Sweet & Bitter     | 4:08 |
| 14. | Koi no Junction (恋のジャンクション)                                     | 13e single (1993) / Compilation Singles      | 4:02 |
| 15. | You're My Treasure - Tōi Yakusoku (You're my treasure〜遠い約束)         | 14e single (1994) / Album Sweet & Bitter     | 4:42 |
| 16. | Yōseitachi no Rhapsody (妖精たちのラプソディー)                          | Titre de l'album Snow Garden (1990)          | 4:15 |